# Felix Balzer

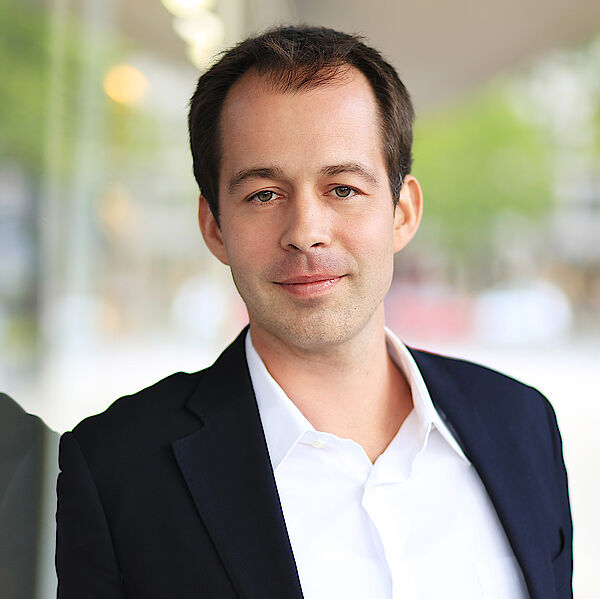
Felix Balzer (2023)

Felix Balzer (* 11. März 1981) ist ein deutscher Arzt und Professor für Medical Data Science. Er leitet das Institut für Medizinische Informatik an der Charité Berlin.

## Werdegang
Felix Balzer studierte Medizin und Informatik mit Auslandsaufenthalten in Paris und an der Weill Cornell University in New York. Nach der Promotion zum Dr. med. in Medizinischer Informatik an der Albert-Ludwigs-Universität Freiburg begann er 2009 die Facharztausbildung an der Charité und habilitierte dort 2015 im Fach Experimentelle Anästhesiologie. Ein Jahr später erhielt er das Zertifikat „Medizinische Informatik“ der GMDS/GI/BVMI. 2017 folgte die Anerkennung zum Facharzt für Anästhesiologie und die Promotion zum Dr. rer. nat. am Institut für Informatik der Humboldt-Universität zu Berlin.
2018 trat er die Stiftungsprofessur für E-Health and Shared Decision Allocation am Einstein Center Digital Future (ECDF) an. Im Januar 2021 hat er die W3-Professur auf Lebenszeit für Medical Data Science sowie die Leitung des Instituts für Medizinische Informatik an der Charité übernommen. Als Chief Medical Information Officer (CMIO) am Geschäftsbereich IT verantwortet er die Digitalisierung der Krankenversorgung an der Charité.

## Schwerpunkte
Felix Balzer beschäftigt sich wissenschaftlich mit medizinischen Daten und Systemen, um die Digitalisierung von klinischen Prozessen voranzutreiben und die Patientenversorgung langfristig zu verbessern.
Seine Forschungsschwerpunkte unterteilen sich in die Bereiche Medical Data und Medical Systems. Im Bereich Medical Systems fokussiert sich Felix Balzer auf Lösungen für medizinische Technologien, die bestmöglich in Forschung und Klinik eingesetzt werden können. Im Bereich Medical Data erforscht er u. a. Anwendungen für Datenechtzeitanalysen und datenbasierte Entscheidungsprozesse zwischen Patienten und Leistungserbringern.

## Veröffentlichungen (Auswahl)
- Balzer, F., Hautz, W. E., Spies, C., Bietenbeck, A., Dittmar, M., Sugiharto, F., Lehmann, L., Eisenmann, D., Bubser, F., Stieg, M., Hanfler, S., Georg, W., Tekian, A., & Ahlers, O. (2015). Development and alignment of undergraduate medical curricula in a web-based, dynamic learning opportunities, objectives and outcome platform (LOOOP). Medical Teacher, 38(4), 369–377, DOI:10.3109/0142159x.2015.1035054
- Mosch, L., Fürstenau, D., Brandt, J., Wagnitz, J., Klopfenstein, S. A., Poncette, A., & Balzer, F. (2022). The medical profession transformed by artificial intelligence: Qualitative study. DIGITAL HEALTH, 8, 205520762211439, DOI:10.1177/20552076221143903
- Poncette, A., Spies, C., Mosch, L., Schieler, M., Weber-Carstens, S., Krampe, H., & Balzer, F. (2019). Clinical requirements of future patient monitoring in the intensive care unit: Qualitative study. JMIR Medical Informatics, 7(2), e13064, DOI:10.2196/13064
- Schmieding, M. L., Mörgeli, R., Schmieding, M. A., Feufel, M. A., & Balzer, F. (2021). Benchmarking triage capability of symptom checkers against that of medical laypersons: Survey study. Journal of Medical Internet Research, 23(3), e24475, DOI:10.2196/24475
- Balzer, F., Bredel, A., & Haisch, L. (2011). Französisch für Mediziner: Gebrauchsanweisung mit Wörterbuch für Auslandsaufenthalt und Klinikalltag (2nd ed.). Urban & Fischer Verlag/Elsevier GmbH.